# Jesús Reyes Heroles
Jesús Reyes Heroles (Tuxpan, Veracruz, 3 de abril de 1921 - Denver, Colorado, 19 de marzo de 1985) fue un político, jurista, historiador y académico mexicano. Padre del economista y funcionario Jesús Reyes-Heroles González-Garza y del escritor y analista político Federico Reyes-Heroles.
Existe una avenida que lleva su nombre, Av. Jesús Reyes Heroles (Av. Ceylán), ubicada en el Estado de México en el municipio de Tlalnepantla de Baz.

## Trayectoria académica e intelectual
Recibido como abogado con Mención Honorífica en 1944 por la Universidad Nacional Autónoma de México, realizó estudios de posgrado en Derecho en Argentina en 1945, tanto en la Universidad de Buenos Aires como en el Colegio Libre de Estudios Superiores de Buenos Aires y en la Universidad Nacional de La Plata. Nombrado miembro de número -sillón cuatro- de la Academia Mexicana de la Historia en 1968 y honorario de la Real Academia de la Historia de Madrid en 1969, le fue también otorgado el doctorado Honoris Causa de la Universidad de Alcalá de Henares en 1981.
Al poco tiempo de egresar y por más de tres lustros -de 1946 a 1963-, fue catedrático de Teoría General del Estado en la Escuela Nacional de Jurisprudencia -renombrada al tiempo como Facultad de Derecho- de la UNAM, donde fue profesor de varios servidores públicos, como el ex presidente Miguel de la Madrid, y por cuatro años -de 1948 a 1952-, de Economía Política en la Escuela Nacional de Comercio y Administración -la hoy Facultad de Contaduría y Administración- de la Máxima Casa de Estudios, así como en la Escuela Superior de Comercio y Administración del Instituto Politécnico Nacional. Simultáneamente, escribió su extensa obra, enriquecida por su experiencia profesional, compuesta de ensayos y producciones como: Tendencias actuales del Estado -su tesis de grado, convertida en libro por su calidad- (1945); La carta de La Habana (1948); Acuerdo Arancelario General: actualidad y perspectiva (1950); La industria de la transformación y sus perspectivas, Comentarios a la Revolución Industrial en México y Bajo el signo de la inflación (1951); El papel del Estado en el desarrollo económico y Restauración, revisión y tercer camino (1952); Continuidad del liberalismo mexicano (1954); Economía y política en el liberalismo mexicano (1956); El liberalismo mexicano (en tres entregas, entre 1957 y 1961) -calificado como un texto indispensable sobre el liberalismo en México y la Reforma-; La Iglesia y el Estado en México: cincuenta años de Revolución -obra colectiva- (1960); Rousseau y el liberalismo mexicano (1961); La nacionalización de la industria eléctrica (1962); una recopilación, selección, apuntes y estudio preliminar de las Obras de Mariano Otero (1967); el prólogo de Dos ensayos sobre Mirabeau: Mirabeau o el político, Mirabeau o la política y Política macroeconómica y bienestar en México (1983).

## Carrera política

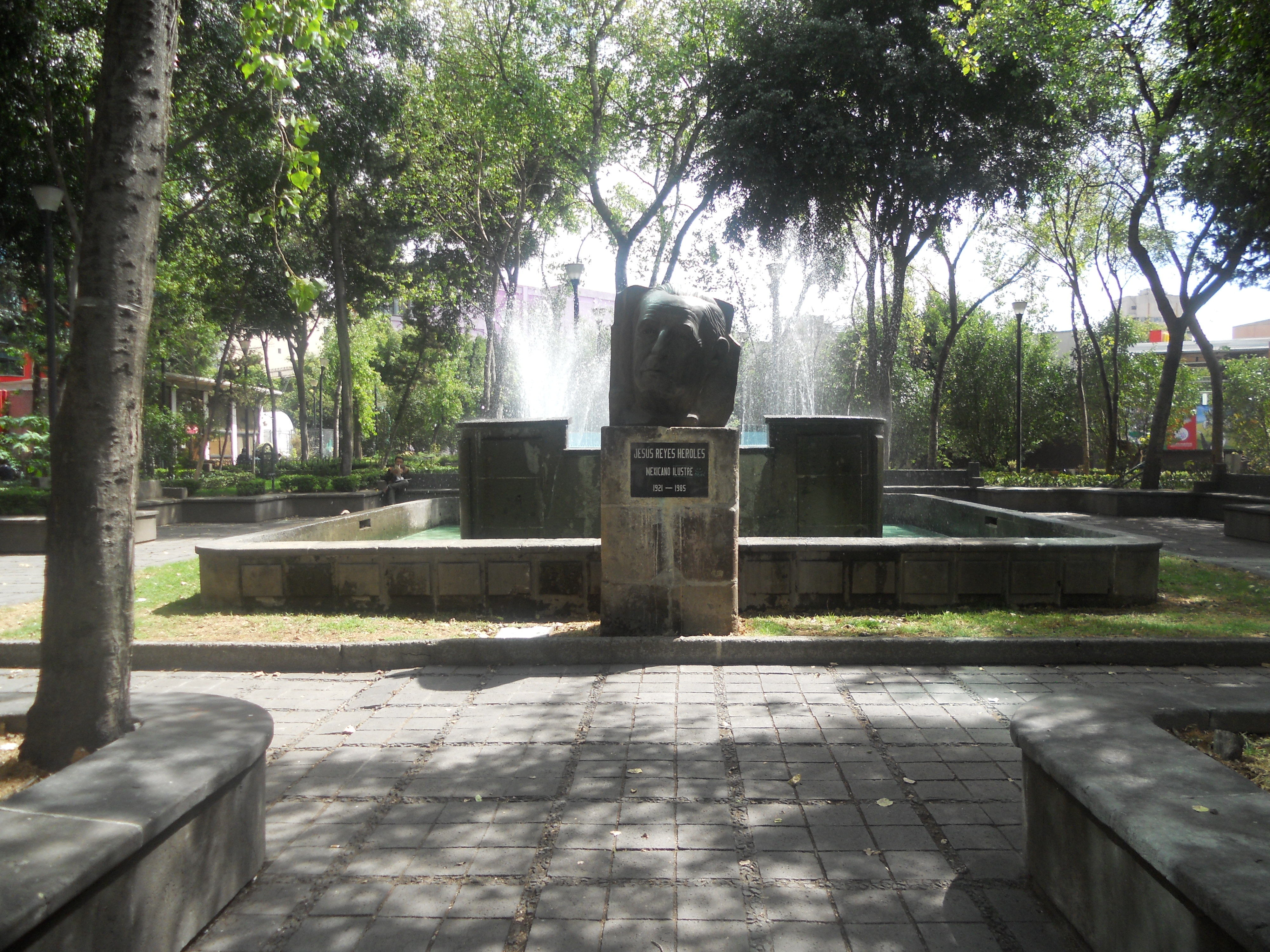
Busto de Reyes Heroles en Paseo de la Reforma

En su vida profesional ocupó diversos cargos, empezando como asesor en la Secretaría del Trabajo en 1944 bajo el gobierno de Manuel Ávila Camacho y de la presidencia de la República en 1952 con Adolfo Ruiz Cortines, quien también le encomendaría la jefatura de estudios económicos de Ferrocarriles Nacionales de México, de 1953 a 1958. Ese mismo año, ya con Adolfo López Mateos, fue subdirector general técnico del Instituto Mexicano del Seguro Social y más adelante resultó elegido como diputado federal dentro de la XLV Legislatura -de 1961 a 1964- por el Partido Revolucionario Institucional, representando a su estado natal. Asumió la dirección general de Petróleos Mexicanos de 1964 a 1970 con Gustavo Díaz Ordaz, creando en 1965 el Instituto Mexicano del Petróleo; la dirección del Combinado Industrial de Ciudad Sahagún, Hidalgo, de 1970 a 1972, la presidencia del Comité Ejecutivo Nacional del PRI de 1972 a 1975 y la dirección general del IMSS de 1975 a 1976 con Luis Echeverría Álvarez; y su responsabilidad más importante, la de secretario de Gobernación en el periodo de José López Portillo, de 1976 a 1979. Finalmente, fue secretario de Educación Pública en el mandato de Miguel de la Madrid, de 1982 a 1985.
Sus frases se hicieron célebres entre la clase política y periodística, tanto que aún siguen siendo utilizadas en los corrillos del poder y el comentario informativo. "En política, la forma es fondo"; "Lo que resiste, apoya"; "Puerta abierta para que se vayan los oportunistas, mal que sufre cualquier partido"; "En el ejercicio de la política hay que aprender a lavarse las manos con agua sucia", o "En política, lo que por el elevador sube, por el elevador baja", son sólo algunas de ellas.
Para muchos, Reyes Heroles encarnaba al personaje idóneo para ser presidente de la República, pero la Constitución Política de los Estados Unidos Mexicanos no se lo permitió por su ascendencia extranjera, ya que su padre era español. Incluso Gustavo Díaz Ordaz, al decidir su sucesión, lo sondeó en más de una ocasión acerca de su interés por nominarlo y franquear dicha disposición legal, lo cual rechazó argumentando su condición de abogado y la claridad del artículo 82 de la Ley Fundamental. Años después, este numeral sería modificado, resultando como primer beneficiario el expresidente Vicente Fox, de origen hispano por la vía materna.

### La dirigencia nacional del PRI y la ruptura con Luis Echeverría
En 1972 Luis Echeverría lo llama para encabezar el Comité Ejecutivo Nacional del Partido Revolucionario Institucional -en el que se desempeñó en diferentes puestos desde 1939 en que aún era el Partido de la Revolución Mexicana, comenzando como secretario particular de su entonces líder, Heriberto Jara Corona, con apenas 18 años de edad-, acompañado del también intelectual, político y diplomático Enrique González Pedrero como secretario general. Dentro del PRI, la figura de Jesús Reyes Heroles es vista, hasta la fecha, como la del mayor ideólogo que dicho partido ha tenido en su existencia, por su preclara defensa de la obra social e institucional de la Revolución Mexicana. Conocedor de la historia de México, su firme oposición a los intentos reeleccionistas de Echeverría ante la sucesión presidencial fue inevitable y expresada en uno de sus discursos -famosos por su carga de citas, pasajes y mensajes-, pronunciado en la conmemoración del LVIII aniversario de la Constitución, el 5 de febrero de 1975, lo cual precipitaría su relevo al paso de los meses.

### La Reforma Política de 1977

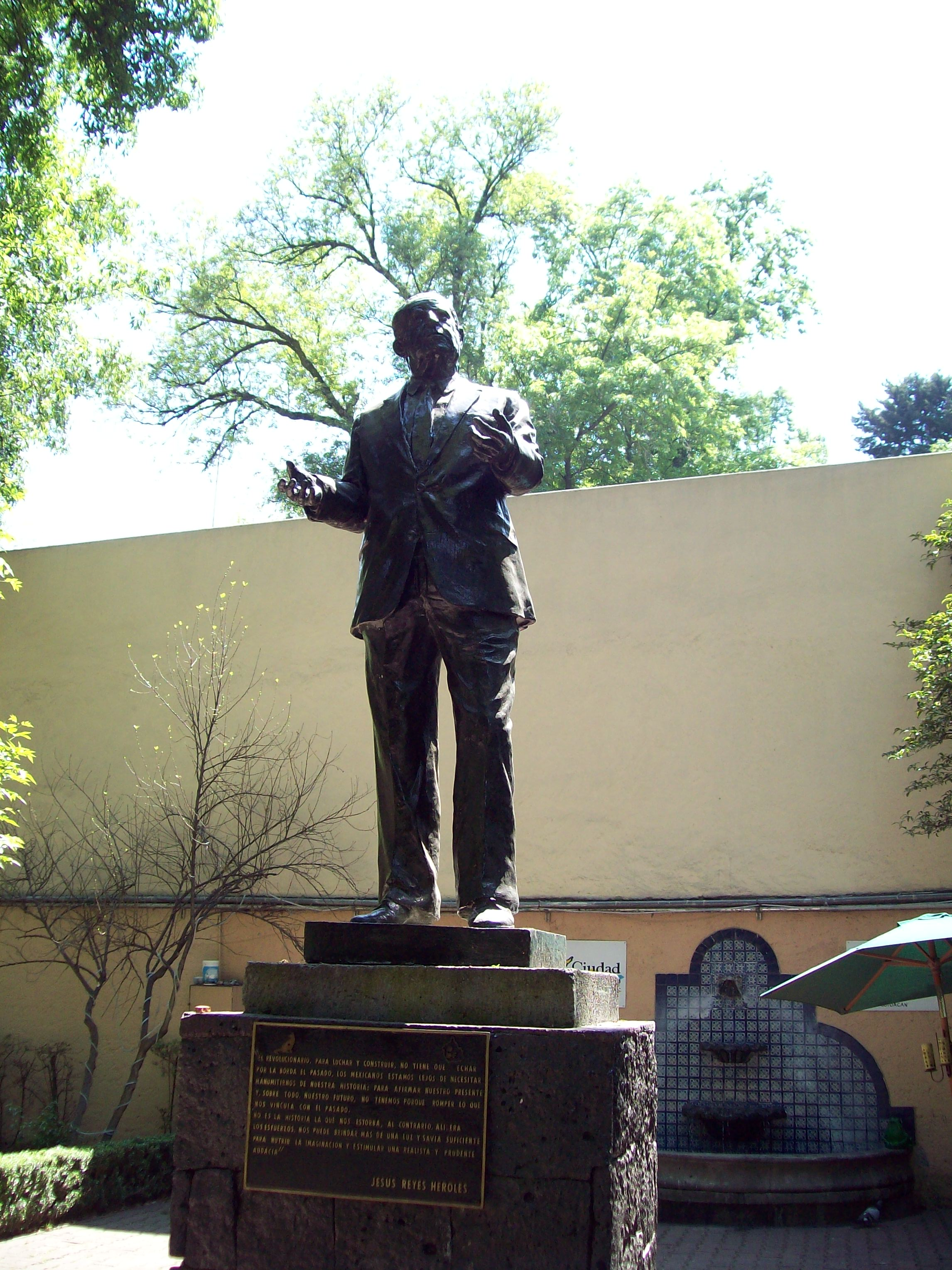
Estatua de Jesús Reyes Heroles situada en la casa de cultura que lleva su nombre en Coyoacán, al sur del Distrito Federal.

En el periodo de José López Portillo, después de que éste fuese candidato único en medio de una supuesta competencia democrática y se urgía de un personaje que concitara credibilidad y respeto para conducir la política interior, ocupa el cargo de secretario de Gobernación, desde el cual, el 1 de abril de 1977 en Chilpancingo, Guerrero, externa la decisión de promover cambios sustantivos en el esquema electoral para poner en consonancia a las instituciones con la realidad política nacional.
Algunos aseguran que esta ciudad fue elegida para dicho anuncio, debido a que era la capital del estado donde habían surgido el mayor número de movimientos campesinos y armados contrarios al régimen, como los de Genaro Vázquez y Lucio Cabañas.
Lanzado aquel compromiso, son convocados al debate la oposición en pleno y el mundo académico e intelectual para consensuar la importante Reforma Política de 1977, que se expresó en modificaciones constitucionales y en la aprobación, en diciembre de aquel año, de la Ley Federal de Organizaciones Políticas y Procedimientos Electorales (LOPPE), misma que ordenó la estructura de un colegio electoral; otorgó el registro a más de una organización que permanecía proscrita -como el Partido Comunista Mexicano-; permitió las coaliciones; abrió tiempos oficiales en radio y televisión para la promoción de las distintas fuerzas políticas; contempló la fórmula de la representación proporcional -consistente en la repartición de cien escaños entre los partidos según el porcentaje nacional de sufragios que obtuviesen en ese rubro de votación, independientemente de los distritos electorales ganados o perdidos, garantizando de ese modo la presencia parlamentaria de todas las siglas y corrientes-; y aumentó de 186 a 400 el número de diputados que integrasen la Cámara Baja.
Un año después, se promovió una ley de amnistía para exonerar a los militantes de grupos subversivos urbanos y rurales, tales como la Liga Comunista 23 de Septiembre, el Partido de los Pobres o el Movimiento de Acción Revolucionaria, torturados, presos y desaparecidos en el marco de la guerra sucia de los años setenta; una constante exigencia de la izquierda, marginada hasta aquellos años del terreno legal, salvo la ficticiamente representada en partidos sumisos ante el gobierno cuya presencia como oposición al PRI implicaba una concertada fachada de pluralismo, como el Popular Socialista y el Auténtico de la Revolución Mexicana.
Estas reformas, causantes en su proceso de elaboración y aplicación de resentimientos y ataques hacia su persona de los sectores más conservadores de la burocracia priista, como la Confederación de Trabajadores de México y la misma dirigencia nacional del partido en turno, y paradójicamente tachadas a su vez de insuficientes y restrictivas por minúsculos círculos de la oposición más radicalizada de la época, son calificadas a la distancia por expertos como José Woldenberg, expresidente del Instituto Federal Electoral, como el punto de partida del prolongado trayecto hacia la democracia en el país. Respecto al PRI, el interés de Reyes Heroles era que su partido se pusiera por delante de las inexorables mutaciones que ya entonces, pero aún más con los años viviría un México políticamente en movimiento, proponiendo y orquestando acuerdos graduales de convivencia con los que no fuera más un muro, sino un puente y actor necesario en el panorama democrático. Los pactos alcanzados para la consecución de las siguientes reformas electorales (1986, 1989-1990, 1993, 1994, 1996, 2007 y 2013) y la influencia que conserva el Revolucionario Institucional en el espectro político nacional demostrarían que no estaba equivocado.
Terminada la más relevante obra de su biografía política y ante las diferencias con López Portillo por sus crecientes excesos, como el cometido durante la primera visita del Papa Juan Pablo II en enero de 1979, llevándole a celebrar misa a la Residencia Oficial de Los Pinos para el beneplácito de su madre, a pesar de las sanciones administrativas que se comprometía frívolamente a "pagar de su bolsillo" y de los problemas evidentes por la inexistencia de relaciones diplomáticas entre México y la Santa Sede -cuestiones inaceptables para un liberal a ultranza como Reyes Heroles-, además de los constantes altercados con la protegida y caprichosa hermana del mandatario, Margarita López Portillo, directora general de Radio, Televisión y Cinematografía, dependiente de la secretaría de que era responsable, desembocaron en su cese en mayo de aquel mismo año.

## Últimos años

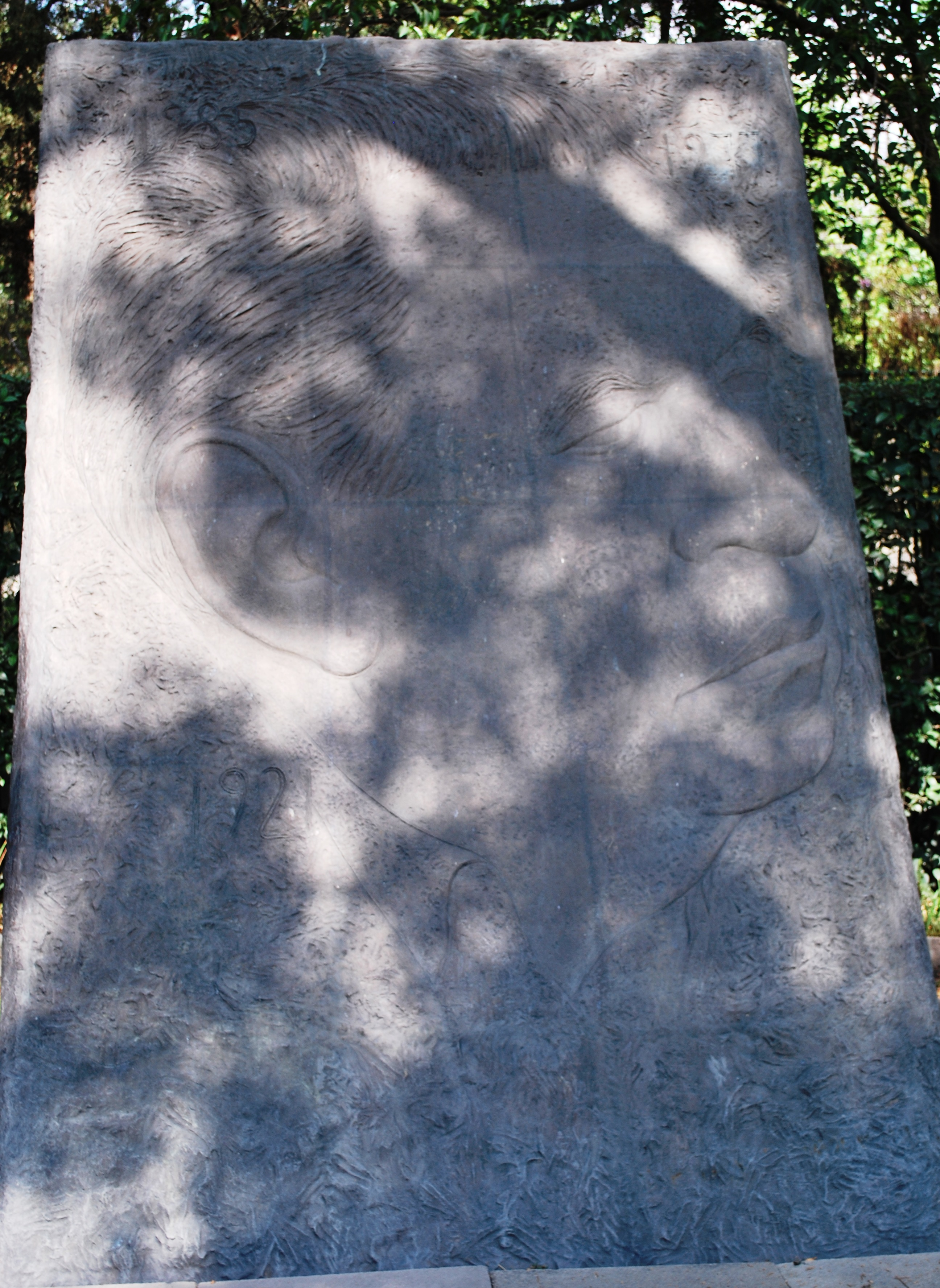
Cenotafio de Jesús Reyes Heroles en la Rotonda de las Personas Ilustres, ubicada en la Ciudad de México.

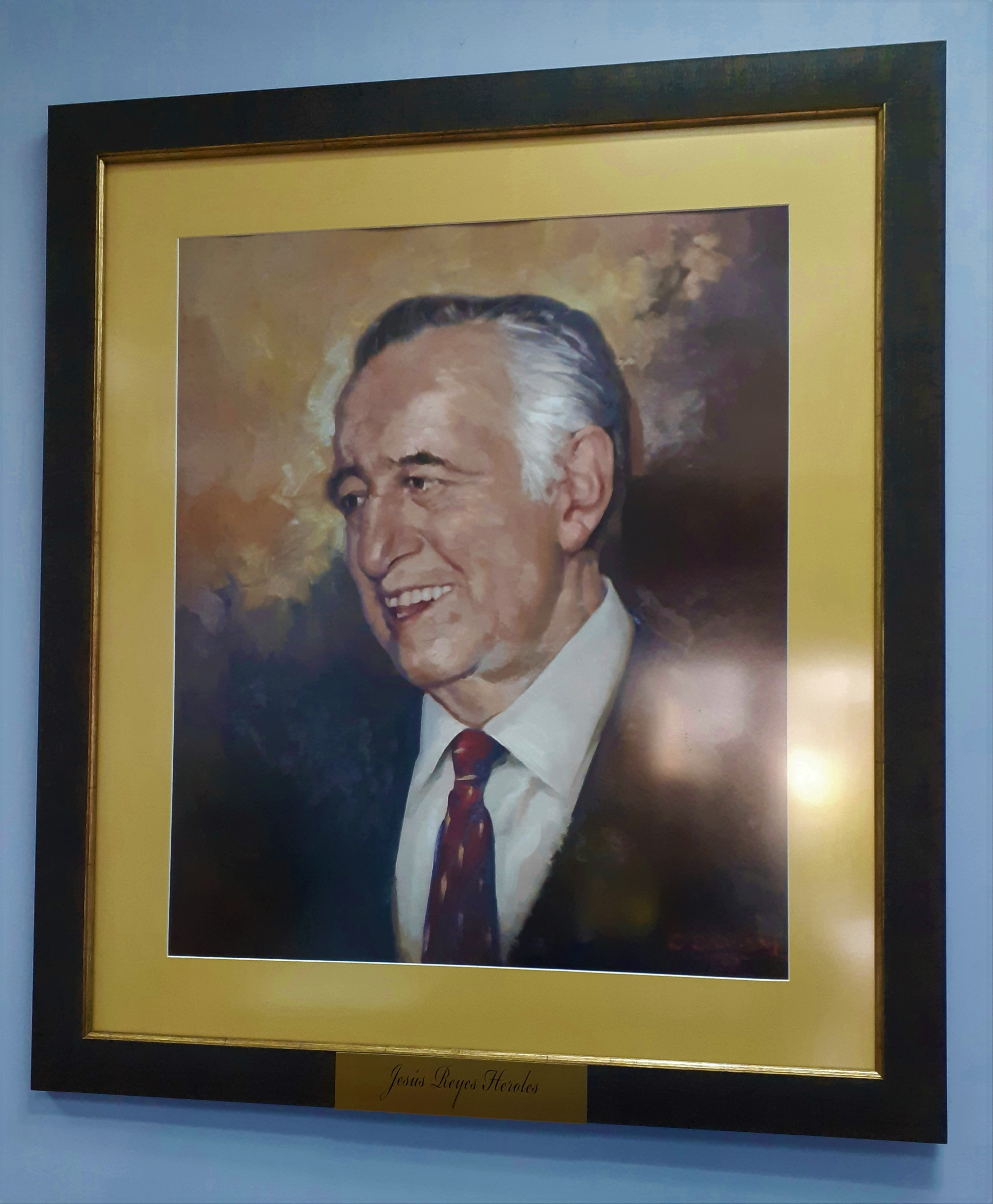
Jesús Reyes Heroles, en el recinto en su honor en la Facultad de Derecho de la Universidad Nacional Autónoma de México.

En 1982 volvió a la administración pública invitado por su ex discípulo, Miguel de la Madrid, como secretario de Educación Pública. Desde el que fuera despacho de José Vasconcelos, Reyes Heroles impulsó el largo proceso de descentralización que culminaría durante el sexenio siguiente; se avocó, no sin resistencias, a la profesionalización normalista, al exigirse como requisito la educación media superior para que los estudios magisteriales adquiriesen el nivel de licenciatura, e introdujo el término de "Revolución educativa", como noción conceptual novedosa para reorganizar la gestión educativa, diseñar mecanismos incipientes de evaluación y reducir la influencia del Sindicato Nacional de Trabajadores de la Educación. Sin embargo, sólo pudo encargarse de dicha cartera durante algo más de dos años, al enfermar de cirrosis hepática y cáncer de pulmón, falleciendo a los 63 años el 19 de marzo de 1985 en Denver, Colorado, a donde viajaba para recibir tratamiento. En 1996 el Fondo de Cultura Económica, casa que publicó el grueso de sus textos, comenzó la edición de varios tomos con las obras completas de Reyes Heroles, prologados por la historiadora Eugenia Meyer, cercana al autor.

### La polémica de la Rotonda de las Personas Ilustres
A principios de marzo de 2003, el entonces presidente de México, Vicente Fox, decretó el traslado de los restos mortales de Reyes Heroles, del fundador del Partido Acción Nacional, Manuel Gómez Morín, y del dirigente perredista Heberto Castillo a la Rotonda de las Personas Ilustres, donde se hallan los personajes fallecidos más destacados de las ciencias, las humanidades, las artes y la historia de México. Sin embargo, su familia declinó con decepción este reconocimiento y desde el Partido Revolucionario Institucional se publicó un desplegado de reclamo como respuesta a la polémica incitada por viejos líderes de la izquierda universitaria, como Raúl Álvarez Garín, que le acusaban contradictoriamente de promover la guerra sucia mientras fue titular de la Segob, siendo que, como se ha señalado, Reyes Heroles sacó adelante la iniciativa de condonación de penas que favoreció a los encarcelados por ese y otros conflictos sociales vividos en aquellos años y sentó las bases, a través del diseño de conductos democráticos, para el fin de la clandestinidad política. No obstante, en el lugar fue colocado un cenotafio en su honor.

## Trascendencia en el PRI
Jesús Reyes Heroles fue una persona fundamental en el desarrollo ideológico y de construcción interna del Partido Revolucionario Institucional, en donde fungió entre 1972 y 1975 como presidente del Comité Ejecutivo Nacional del PRI.
Aunado a su preponderante papel dentro de la construcción ideológica del partido, así como su gestión como presidente, igualmente lo fueron sus esfuerzos de capacitación y formación política que llevó a cabo en el PRI.
Por lo tanto, el PRI decidió en 2017 hacerle homenaje a Jesús Reyes Heroles en la formalización de su Instituto de Formación Política “Jesús Reyes Heroles” A.C., que es una organización especializada del Partido Revolucionario Institucional cuya función es la capacitación y formación política de los militantes, cuadros y dirigentes del Partido a nivel nacional, así como de manera local. Esto como un homenaje a las acciones que el propio Reyes Heroles impulsó como parte de su visión de generar un país con políticos capaces para servir a México.
Hoy en día el Instituto promueve cursos de capacitación política y electoral a la sociedad civil, militantes, cuadros y dirigencias de manera continua. A su vez, es el encargado de llevar los programas de difusión interna del PRI, a través del periódico La República, medio oficial de difusión del Partido.
Del mismo modo, al igual que Jesús Reyes Heroles fue un importante ideólogo para el partido, el Instituto del cual hoy lleva su nombre es también el creador de la ideología del Partido Revolucionario Institucional.